# Святі Варнава й Іларіон
Святі Варнава й Іларіон - (нар. V ст.), преподобні (пам. Кіпр. 21 жовтня.), що були родом з Каппадокії від благородних батьків. Вони справно служили в царському війську при візант. імп. Феодосії II Молодшому і були удостоєні багатьох нагород. Однак вони вирішили відмовитися від мирських почестей, піти в відокремлене місце і вести аскетичне життя. Вони роздали своє багатство бідним і багато років трудилися в постах і молитвах. За заповітом преподобних, труни з їх тілами були кинуті в море. Через деякий час вони пристали до Кіпрського узбережжя в місці, званому Стоматіон. Преподобні з'явилися уві сні одного з мешканців м. Соли, благочестивому християнину Леонтію, і веліли йому забрати їх мощі. Леонтій запряг пару волів, знайшов вказане святими місце, занурив труну на візок, але воли відмовлялися рухатися. Уві сні Варнава та Іларіон сказали Леонтію, що вони бажають, щоб їх труни були перенесений двома синами Леонтія. З волі святих їх мощі були покладені в село Перістерон (бл. 30 км на захід від Нікосії), де від них відбулося багато зцілень.
На честь преподобних в Перістероні була побудована велична пятигголова трьохнефна базиліка, що датується бл. 1100 р. споруджена на місці ранньохристиянської базиліки. У нартексі знаходяться гробниці святих. У Хроніці Леонтія Махераса вони названі серед 300 Аламанських мучеників, що переселилися з Палестини на Кіпр через арабську навалу, однак з давнього житія преподобних випливає, що тільки після смерті їх мощі виявилися на Кіпрі. Служба їм складена Х. Пападопулосом і надрукована в 1938 р. в Нікосії.